# Glenea rubrobasicornis
Glenea rubrobasicornis é uma espécie de escaravelho da família Cerambycidae. Foi descrita por Stephan von Breuning em 1962. É conhecida a sua existência no Bornéu.